# Dolmen del Roc de l'Home Mort
El Dolmen del Roc de l'Home Mort és un monument megalític del terme comunal de Conat, a la comarca del Conflent, de la Catalunya del Nord.
És, o era, al nord-est del terme, al nord de Nabilles i a prop al sud-oest del Roc de l'Home Mort, a prop del termenal amb Rià i Cirac.
És un dolmen posat en qüestió per alguns autors atès que no és fàcil de trobar. És un dolmen amb peristàlit (conjunt de pedres arrenglerades per marcar el límit del túmul). Fou donat a conèixer el 1970 per Jean Abelanet. A la zona on es troba estan esmentats almenys tres dòlmens més, tot i que algun d'ells no ha estat retrobat en els últims estudis fets a la zona.